# Tera Joy
Tera Joy, née le 1er octobre 1981, est une actrice pornographique tchèque.

## Biographie
Quand elle était jeune, son petit ami, un délinquant, l'a entraînée dans de mauvaises fréquentations. Par amour, elle s'est retrouvée devant la justice. Il a été emprisonné mais le juge relâcha Tera à condition qu'elle paye des dommages et intérêts. C'est pour cette raison qu'elle commence sa carrière en 2002, à l'âge de 21 ans, dans l'industrie du X. Sa peau mate, ses cheveux bruns et son style "Gitane" fit sensation sur les producteurs.
Elle a utilisé plusieurs pseudonymes dont le plus connu est Tera Joy.
Elle est devenue célèbre par les films de Gang bang comme "Gangland # 54", "50 Guy Cream Pie # 4".
Tera Joy joue aussi avec des actrices et acteurs homosexuels, c'est une amie de Barbara Summer.[réf. nécessaire]

## Récompenses et nominations
- 2006 : AVN Award nommée – Female Foreign Performer of the Year
- 2006 : AVN Award nommée – Best Sex Scene in a Foreign-Shot Production (Out Numbered – nominated with Vanessa, Jany, Victorie, Julie Silver, Rady, Sarah Blue, Erik Everhard, Steve Holmes and Robert Rosenberg)

## Filmographie principale
- 50 Guy Cream Pie # 4
- Amazing Atm's
- Anal Expedition & Teen Cum Squad
- Anal Sins
- Apple Bottomz
- Apprentass # 2, # 6 , # 8
- Bareback Bi Sex Cream Pie # 4
- Bareback Bisex Creampie # 3
- Big Toys No Boys # 4
- Bi-Sexual Encounters Of The Exxxtreme Kind # 2
- Black Pipe Layers # 5
- Bring Your A Game # 3
- Cali Pornication # 2
- Cream Pie For The Straight Girl # 4
- Cum Craving Teens  Mile High Media
- Cum Filled Asshole Overload # 2
- Cum Filled Throats # 11
- Cum On My Face # 6
- Cum On My Hairy Pussy # 3
- Cumstains # 4
- Double Parked # 12
- Drive Thru
- Elastic Assholes # 5
- Euro Sluts #4
- Facial Discrimination # 2
- Fantastic 4 Pack Of Asses: 4
- Freshly Slayed # 4
- Gang Me Bang Me # 1
- Gangland # 54
- Goo 4 Two # 2
- Grand Theft Anal # 5
- Groupies # 2
- Harder Faster  Digital Sin4
- High Class Eurosex # 6
- I Got 5 On It # 2
- I'm In For It
- Internal Cumbustion # 5
- Rocco: Animal Trainer 20 (2006)